# Социальный возврат на инвестиции
Социальный возврат на инвестиции (Social return on investment, SROI) — основанный на определённых принципах метод измерения экологической и социальной ценности по отношению к затраченным ресурсам. Метод может использоваться для оценки эффективности инвестиций в социальные и экологические проекты.
Метод SROI стандартизирован и обеспечивает последовательный количественный подход к пониманию и регулированию воздействия проекта, бизнеса, организации, фонда или политики. Метод учитывает воздействия, которые, как правило, не имеют рыночной стоимости.

## История
В то время как термин SROI применяется в анализе выгод и затрат, методика расчёта социального возврата на инвестиции применительно к социальному предприятию впервые была описана в 2000 году фондом REDF (Roberts Enterprise Development Fund) в статье за авторством Джеда Эмерсона под названием «Социальный возврат на инвестиции: изучение аспектов создания стоимости в некоммерческом секторе» (Social Return on Investment: Exploring Aspects of Value Creation in the Nonprofit Sector). С тех пор подход стал учитывать изменения в корпоративной отчётности в области устойчивого развития, а также изменения в области учёта социального и экологического воздействия. Интерес к SROI вызван растущим признанием важности измерения показателей для управления воздействиями, которые не включаются в традиционные расчёты прибылей и убытков, и необходимостью учёта этих показателей при принятии решения об инвестировании и оценке эффективности инвестиций.
Методология SROI была разработана в 2002 году Фондом Уильяма и Флоры Хьюлетт в партнёрстве с американскими, канадскими, британскими и голландскими специалистами в форме Карты смешанных ценностей (Blended Value Map). Группа разработчиков вновь собралась в 2006 году, чтобы подготовить и представить пересмотренную версию модели, которая была опубликована в книге Social Return on Investment: a Guide to SROI (2006). Британский фонд «Новая экономика» (New Economics Foundation) начал изучение способов, с помощью которых SROI можно было бы протестировать и применить в британском контексте, опубликовав «Руководство по социальному возврату на инвестиции» (DIY Guide to Social Return on Investment) в 2007 году. 
В 2009 году была опубликована актуальная редакция Social Return on Investment: a Guide to SROI (2009). В феврале 2012 года в Потсдаме состоялась международная конференция сети SROI.

## Принципы
В основе SROI лежат 7 принципов:
1. Вовлекать стейкхолдеров
Принимать решения о том, что и каким образом измеряется на основании информации, полученной у заинтересованных лиц и организаций (стейкхолдеров).
2. Понимать изменения
Описывать изменения и оценивать их на основании собранных данных, учитывая как положительные, так и отрицательные, а также запланированные и незапланированные изменения.
3. Оценивать то, что действительно важно
Использовать финансовые прокси для обозначения ценности результатов. Многие результаты не имеют рыночной стоимости, и в результате их ценность не учитывается.
4. Анализировать только существенные изменения
Определить, какая информация и данные должны быть включены в расчёты для получения полной картины деятельности и предоставления стейкхолдерам возможности сделать обоснованные выводы о воздействии на них.
5. Не переоценивать
Учитывать только те ценности, которые создала рассматриваемая организация.
6. Действовать прозрачно
Показывать, что проведённый анализ является точным и обоснованным, а его результаты будут предоставлены стейкхолдерам для обсуждения и анализа.
7. Подтверждать полученные результаты
Проводить независимую верификацию отчёта.

## Этапы анализа социального возврата на инвестиции
Процесс анализа SROI состоит из 6 этапов.
1. Выбор объекта анализа и определение ключевых стейкхолдеров
Задаются чёткие рамки анализа SROI. Определяются участники процесса оценки, организуется их участие.
2. Составление карты результатов
Совместно со стейкхолдерами разрабатывается карта результатов (или теория изменений), показывающая связи между вкладами (inputs) в проект или деятельность, его продуктами (outputs) и конечными результатами (outcomes).
3. Подтверждение результатов и монетизация
Собираются данные для подтверждения или опровержения достижения результатов, затем проводится подбор денежных эквивалентов результатов, не имеющих общепризнанной рыночной стоимости (монетизация).
4. Оценка воздействия
Из анализа исключаются изменения, не являющиеся следствием анализируемого воздействия.
5. Расчёт SROI
Все положительные результаты проекта или деятельности в денежном выражении суммируются, из них вычитаются все выявленные в процессе анализа отрицательные результаты. Итог сопоставляется с общей суммой инвестиций в проект или деятельность. Проводится анализ чувствительности построенной модели социального возврата на инвестиции к вариациям различных параметров.
6. Отчёт, обсуждение и использование результатов
Полученные результаты представляются стейкхолдерам для обсуждения, анализа и принятия решений о конкретных действиях на основании результатов оценки SROI. Проводится независимая верификация отчёта об оценке SROI. Принимается решение об использовании инструментов сбора данных о результатах проекта или деятельности в дальнейшем на постоянной основе, чтобы анализировать изменения SROI во времени и под воздействием новых факторов.

## Потенциальные ограничения
- Преимущества, которые невозможно выразить в денежной форме: существуют некоторые результаты и последствия (например, повышенная самооценка, улучшенные семейные отношения), которые важны для заинтересованных сторон, но которые не могут быть монетизированы[5]. Чтобы включить эти блага в коэффициент SROI, потребуются прокси. Анализ SROI не должен ограничиваться получением одного числа, а рассматривается как основа для изучения социального воздействия организации, в котором монетизация играет важную, но не исключительную роль.
- Концентрация на монетизации: одна из опасностей SROI заключается в том, что исследователь может сосредоточиться на монетизации, не отслеживая остальные процессы, имеющие подчас решающее значение для доказательства воздействия[6].
- Требуются значительные ресурсы: SROI — метод времязатратный и ресурсоёмкий[7]. Легче всего его применять, когда организация уже измеряет прямые и долгосрочные результаты своей работы с людьми, группами или окружающей средой.
- Использование разных подходов при оценке одних и тех же эффектов. В настоящее время не существует единых принципов монетизации, поэтому в каждом случае метод монетизации выбирает аналитик, проводящий расчёт SROI, что приводит к сильной вариативности итоговых результатов. Анализ SROI является развивающейся областью[8], и по мере его развития возможно, что методы монетизации большего количества результатов станут доступными и что будет расти число людей, использующих одни и те же прокси.